# Радикален бихевиоризъм
Радикалния бихевиоризъм е философия, развита от Бъръс Фредерик Скинър, която подчертава подхода на експерименталния анализ на поведението в психологията. Термина „радикален бихевиоризъм“ се отнася до определена школа, която изплува по време на силното влияние на бихевиоризма. Обаче радикалния бихевиоризъм има малки прилики с други течения на бихевиоризма, различавайки се в приемането на посреднически структури, ролята на лични събития и емоции, и в други сфери.
Радикалния бихевиоризъм привлича внимание още от самото си начало. Първо, той смята, че всички организмични действия са детерминирани и не са свободни. Разбира се, има детерминистични елементи в по-голямата част на психологията. Второ, той се смята за „антитеоретичен“, макар това да е основна грешка в разбиране на ролята на теорията в радикална индуктивна научна позиция, която отхвърля хипотетично-дедуктивните методи и конструкцията на теория за неща, които са ненаблюдаеми, неизмерими „други места“ (точно като психиката).

### Свързани хора и публикации
- BSI.html Behavior and Social Issues[неработеща препратка]
- Journal of the Experimental Analysis of Behavior Архив на оригинала от 2005-03-26 в Wayback Machine.
- Journal of Applied Behavior Analysis Архив на оригинала от 2007-02-06 в Wayback Machine.
- The Behavior Analyst
- The Psychological Record
- B.F.Skinner Foundation
- Skeptical Inquirer: Skepticism of caricatures: B.F. Skinner turns 100 Архив на оригинала от 2008-10-08 в Wayback Machine.
- Behavior and Social Issues: Some myths about behaviorism that are undone in B.F. Skinner's „the design of cultures“ Архив на оригинала от 2007-12-19 в Wayback Machine.
- 6 open access behavior analytic journals Архив на оригинала от 2008-03-09 в Wayback Machine.